# Mike Lee

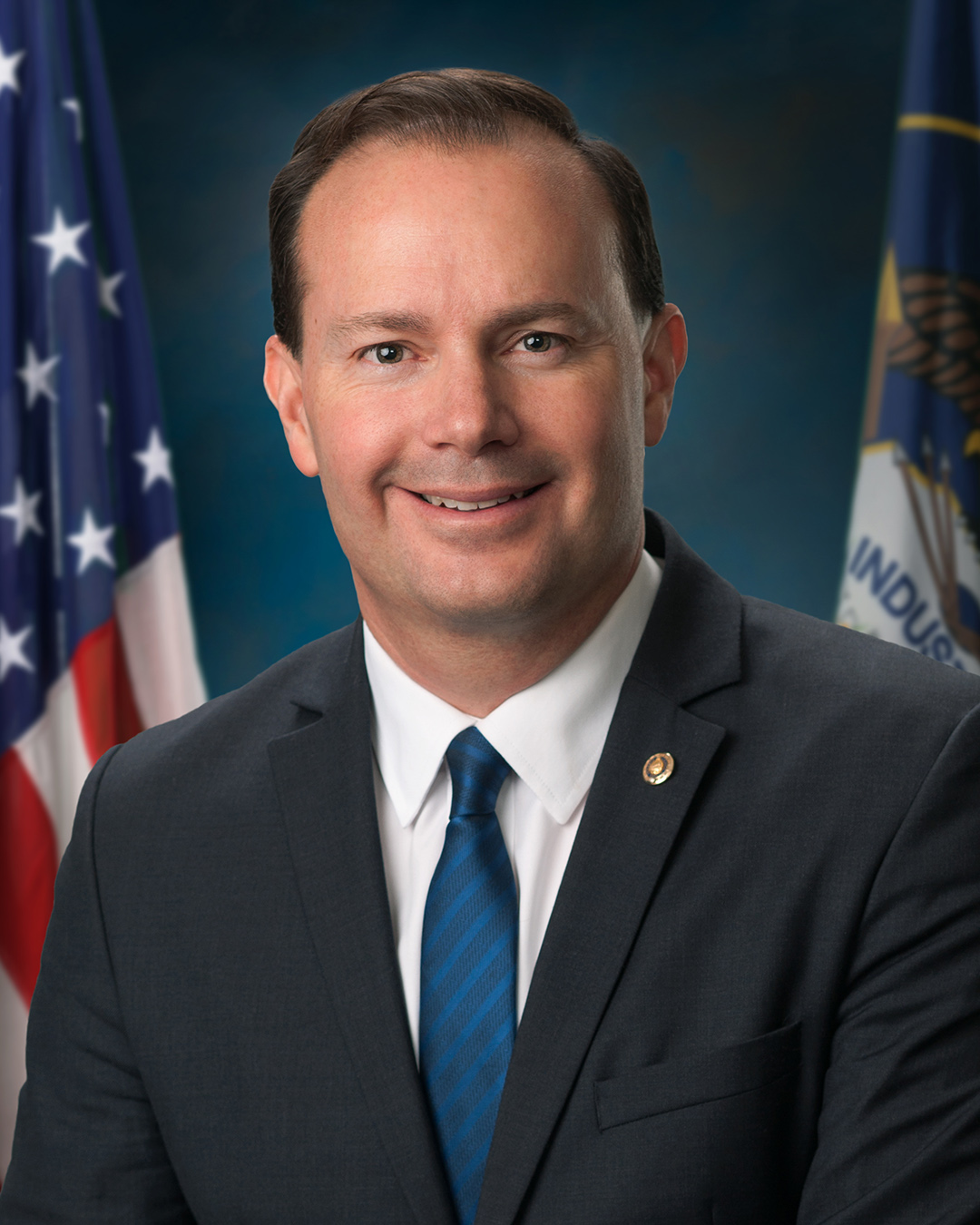
Mike Lee (2017)

Michael „Mike“ Shumway Lee (* 4. Juni 1971 in Mesa, Arizona) ist ein US-amerikanischer Jurist und Politiker der Republikanischen Partei. Seit dem 3. Januar 2011 vertritt er den Bundesstaat Utah im US-Senat.

## Frühe Jahre und juristische Laufbahn
Mike Lee ist der Sohn von Rex E. Lee, der von 1981 bis 1985 das Amt des United States Solicitor General ausübte. Die Familie zog ein Jahr nach der Geburt des Jungen nach Provo in Utah, wo Rex Lee Gründungsdekan der Law School an der Brigham Young University (BYU) wurde. Nachdem sein Vater 1975 als Assistant Attorney General in Regierungsdienste getreten war, verbrachte Mike Lee den größten Teil seiner Jugend in McLean (Virginia), einem Vorort von Washington. Seinen High-School-Abschluss machte er dann 1989 wiederum in Provo. Zwischenzeitlich war sein Vater Präsident der dortigen Universität geworden, an der Lee 1994 den Bachelor of Science in Politikwissenschaften erwarb.
1997 bestand er sein juristisches Examen an der Law School der BYU. Im Anschluss war er als juristische Hilfskraft bei Dee Benson, einem Richter am Bundesbezirksgericht von Utah, beschäftigt. Danach arbeitete Lee in gleicher Funktion für den späteren Richter am Supreme Court, Samuel Alito, der zu diesem Zeitpunkt dem Bundesberufungsgericht mit Sitz in Newark angehörte. Schließlich beendete er seine juristische Ausbildung bei der Kanzlei Sidley Austin in Washington.
Sein erstes Amt im öffentlichen Dienst bekleidete Lee dann einige Jahre später als stellvertretender Bundesstaatsanwalt mit Sitz in Salt Lake City, wo er Verfahren vor dem Bundesberufungsgericht für den zehnten Gerichtskreis vorbereitete. Zwischen Januar 2005 und Juni 2006 war er Rechtsberater (General Counsel) von Utahs Gouverneur Jon Huntsman, ehe er wieder für ein Jahr nach Washington ging und dort als Assistent des nun am Supreme Court tätigen Samuel Alito arbeitete. Schließlich kehrte er im Sommer 2007 nach Salt Lake City zurück und trat in die dortige Niederlassung der Washingtoner Anwaltskanzlei Howrey LLP ein. Er spezialisierte sich dort auf Verfassungsrecht.
Als junger Erwachsener diente Lee zwei Jahre lang als Missionar für die Kirche Jesu Christi der Heiligen der Letzten Tage im texanischen Rio Grande Valley. Mike Lee ist seit 1993 verheiratet. Mit seiner Frau und ihren drei Kindern lebt er in Alpine. Er ist ein Cousin zweiten Grades der beiden demokratischen US-Senatoren Mark Udall aus Colorado und Tom Udall aus New Mexico.

## US-Senat
Bis zum Jahr 2010 hatte Mike Lee kein politisches Amt inne. Im Vorfeld der Senatswahlen 2010 bewarb er sich dann um das seit 1993 vom Republikaner Bob Bennett gehaltene Mandat im US-Senat und trat als einer von sieben Mitbewerbern bei der Abstimmung seiner Partei auf der State Republican Convention gegen diesen an. Lee erhielt im ersten Wahlgang 982 Stimmen (28,75 Prozent) und belegte damit den ersten Platz vor dem Geschäftsmann Tim Bridgewater (917 Stimmen, 26,84 Prozent). Bennett wurde mit 885 Stimmen (25,91 Prozent) Dritter. Beim zweiten Wahlgang traten nur noch diese drei Kandidaten an, wobei diesmal Bridgewater (37,42 Prozent) vor Lee (35,99 Prozent) lag; Bennett schied mit einem Anteil von 26,99 Prozent endgültig aus. In der dritten Runde setzte sich dann Bridgewater deutlich mit 57,28 Prozent durch.
Allerdings war diese Abstimmung für die endgültige Nominierung nicht bindend: Diese war vom Ergebnis der parteiinternen Primary abhängig. In deren Vorfeld wurde Lee dann von der Tea-Party-Bewegung unterstützt, wodurch er den Rückstand zum als liberaler geltenden Bridgewater – auf dessen Seite sich der abgewählte Senator Bennett gestellt hatte – aufholte und diesen schließlich mit 51,2 Prozent der Stimmen besiegte.
Vor der eigentlichen Wahl war Lee dann der klare Favorit im traditionell konservativen und republikanisch wählenden Utah. Sein demokratischer Gegner, der Geschäftsmann Sam Granato, kam in den Umfragen nicht über einen Wert von 32 Prozent hinaus. Letztlich gab es keine Überraschung: Lee setzte sich deutlich durch und löste Bob Bennett am 3. Januar 2011 als Senator für Utah ab. Er wurde am 8. November 2016 gegen die Demokratin Misty Snow in seinem Amt bestätigt (mit 68 % der Wählerstimmen). Er wurde auch 2022 wiedergewählt.
Im Kongress zählt Lee zum Tea Party Caucus, einem Netz populistischer Republikaner, das der Tea Party nahesteht.
Am 17. Juli 2017 kündigten Mike Lee und Senator Jerry Moran an, Trumps Gesetzentwurf zur Abschaffung von Obamacare nicht zu unterstützen. Damit hat dieser Gesetzentwurf keine Mehrheit im US-Senat.

## Schriften
- The Freedom Agenda: Why a Balanced Budget Amendment is Necessary to Restore Constitutional Government, 2011, Regnery Publishing
- Why John Roberts Was Wrong About Healthcare: A Conservative Critique of The Supreme Court's Obamacare Ruling, 2013, Threshold Editions
- Our Lost Constitution: The Willful Subversion of America's Founding Document, 2015, Sentinel
- Written Out of History: The Forgotten Founders Who Fought Big Government, 2017, Sentinel
- Saving Nine: The Fight Against the Left's Audacious Plan to Pack the Supreme Court and Destroy American Liberty, 2022, Center Street